# Hoành Sơn, Kinh Môn
Hoành Sơn là một xã thuộc thị xã Kinh Môn, tỉnh Hải Dương, Việt Nam.

## Địa lý
Xã Hoành Sơn có vị trí địa lý:
- Phía bắc giáp phường Hồng Phong, thành phố Đông Triều, tỉnh Quảng Ninh
- Phía nam giáp phường Phạm Thái
- Phía đông giáp phường Duy Tân
- Phía đông bắc giáp phường Hưng Đạo, thành phố Đông Triều
- Phía tây giáp phường Thất Hùng.

Xã Hoành Sơn có diện tích 4,23 km², dân số năm 1999 là 3.355 người, mật độ dân số đạt 793 người/km².
Xã Hoành Sơn thuộc khu Nhị Chiểu, Khu Nhị Chiểu gồm xã Hoành Sơn, các phường Duy Tân, Tân Dân, Minh Tân, Phú Thứ. Khu Nhị Chiểu nằm ở phía bắc thị xã Kinh Môn, tỉnh Hải Dương, được bao bọc bởi hai con sông Kinh Thầy, và Đá Vách.

## Hành chính
Xã Hoành Sơn xưa kia có hai làng: Kệ Sơn và Nghĩa Lộ. Hiện nay xã được chia thành 3 thôn: Cậy Sơn 1, Cậy Sơn 2, Nghĩa Lộ.